# Toby Walsh
 (février 2013).
Toby Walsh est professeur en intelligence artificielle au NICTA (National ICT Australia, principal pôle de recherche australien en technologies de l'information et de la communication) et à l'Université de Nouvelle-Galles du Sud. il a été directeur scientifique du NICTA, et a obtenu une maîtrise universitaire en physique théorique et en mathématiques à l'Université de Cambridge, ainsi qu'une maîtrise ès sciences et un doctorat en intelligence artificielle de l'Université d’Édimbourg. Il est reconnu pour ses contributions dans les domaines de la programmation par contraintes et des problèmes SAT.
Il a occupé des postes de recherche en Angleterre, Écosse, Irlande, France, Italie, Suède et Australie.
Il est actuellement en poste au sein du conseil exécutif de l'Association for the Advancement of Artificial Intelligence.
Walsh est rédacteur en chef du Journal of Artificial Intelligence Research et de AI Communications. Il participe à plusieurs cycles de conférences dans le domaine de l'intelligence artificielle, dont l'International Joint Conference on Artificial Intelligence.
Il est coauteur du Handbook of Constraint Programming et du Handbook of Satisfiability

## Distinctions et récompenses
En 2003, Toby Walsh zqr élu Compagnon du European Coordinating Committee for Artificial Intelligence
 pour ses « contributions significatives et régulières dans le domaine de l'intelligence artificielle ».
En 2008, il est élu Compagnon de l'Association for the Advancement of Artificial Intelligence pour des « contributions significatives et régulières dans le domaine de la déduction automatisée et de la programmation par contrainte, et pour services extraordinaires rendus à la communauté de l'intelligence artificielle ».